# Rhino (personaje)
Rhino (Aleksei Sytsevich) es un supervillano ruso que aparece en los cómics estadounidenses publicados por Marvel Comics. Fue creado por el escritor Stan Lee y el artista John Romita, Sr., y apareció por primera vez en The Amazing Spider-Man #41 (octubre de 1966). El personaje es un matón ruso que se sometió a un procedimiento experimental que le dio una cubierta de piel artificial y una fuerza sobrehumana. Rebelándose contra los científicos responsables de su transformación, Rhino usó sus nuevos poderes para convertirse en un criminal exitoso y pronto se enfrentó a superhéroes como Spider-Man y Hulk. El personaje generalmente se presenta como un bruto tonto, capaz de una gran destrucción, pero que en última instancia es fácil de engañar.
Uno de los adversarios más prominentes de Spider-Man, Rhino se ha adaptado a varias formas de medios desde su debut original durante la Edad de plata de las historietas, incluidas las series animadas de televisión y los videojuegos. También ha aparecido en productos de Marvel, como figuras de acción y cromos.
Paul Giamatti interpretó una versión de Aleksei Sytsevich que usa una armadura de batalla con temática de rinoceronte, similar a la encarnación de Ultimate Marvel del personaje, en la película de 2014 The Amazing Spider-Man 2: Rise of Electro. Otra versión aparecerá en la próxima película del Universo Spider-Man de Sony de 2024 Kraven the Hunter, interpretado por Alessandro Nivola.

## Historial de publicaciones
Descrito por el escritor Mike Conroy como "famosamente uno de los villanos más tontos de Spider-Man", Rhino debutó en The Amazing Spider-Man # 41–43 (octubre-diciembre de 1966) como un matón a sueldo que trabajaba para un país Bloque del Este. Se ofrece como voluntario para participar en un experimento que une un polímero súper fuerte a su piel, además de aumentar su fuerza y velocidad. El personaje regresó en The Incredible Hulk (vol. 2) #104 (junio de 1968), y aunque aparentemente murió al final de la historia, revivió en The Incredible Hulk (vol. 2) #124 (febrero de 1970), convirtiéndose en un oponente perenne tanto de Spider-Man como de Hulk.
El personaje logró una exposición significativa en las décadas de 1980 y 1990, apareciendo tanto en solitario como villano a sueldo en más de 12 títulos. Las apariciones significativas incluyeron protagonizar la serie limitada Deadly Foes of Spider-Man # 1-4 (mayo-agosto de 1991); la historia de "Flowers for Rhino" en Spider-Man's Tangled Web # 5–6 (octubre-noviembre de 2001), que se cuenta desde la perspectiva del personaje; y Punisher War Journal (vol. 2) # 13-15 (enero-marzo de 2008), en el que Rhino comienza a repensar su estilo de vida. También ha sido miembro de múltiples equipos de supervillanos, incluidos los Emisarios del Mal, el Sindicato Siniestro y los Seis Siniestros.

## Biografía ficticia

### Origen y villanía temprana
Aleksei Sytsevich era un miembro de la mafia rusa que voluntariamente se sometió a una serie de tratamientos químicos y de radiación destinados a darle una cubierta de piel artificial que le otorgaría una fuerza sobrehumana. Después de completar con éxito el tratamiento, Sytsevich se rebeló contra los agentes del Bloque del Este que le dieron estos poderes, destruyendo su laboratorio. Posteriormente, fue contratado para secuestrar al coronel John Jameson y obtener las esporas extraterrestres a las que Jameson estuvo expuesto durante una misión espacial, pero Sytsevich fue derrotado por el superhéroe Spider-Man y llevado a prisión.
Después de cumplir su sentencia, los mismos científicos se acercaron a Rhino para obtener más aumentos. Esta vez, usaron la misma radiación gamma que le otorgó a Hulk sus habilidades para aumentar aún más la fuerza de Rhino. También lo equiparon con un traje a prueba de ácido más duradero que aumentaría aún más sus habilidades. Rhino acordó encontrar y secuestrar a Bruce Banner, el alter ego humano de Hulk, por su conocimiento de la radiación gamma. A pesar del entrenamiento y el equipo de Rhino, Hulk lo derrotó fácilmente y lo puso en coma.
Meses después, el Rhino fue revivido por el Líder, quien planeó interrumpir la boda de Banner con Betty Ross. El Líder tenía la intención de transformar a Banner en Hulk y quería que Rhino lo protegiera del alboroto que siguió. En la boda, Rhino traiciona al Líder y ataca a Banner en el momento en que se transforma. En el caos resultante, Rhino vuelve a estar en coma, y el Líder toma brevemente el control mental del cuerpo de Sytsevich para combatir a Hulk. El Líder abandona a Rhino y Hulk en un mundo extraño y regresa a casa en un cohete, que se estrella al llegar.
La primera colaboración de Rhino con otros villanos ocurre cuando él y Abominación activaron una bomba gamma en la base de Hulkbuster en un intento de destruir a Hulk. Aunque este intento fracasó, Egghead reclutó a Rhino para su equipo de supervillanos, los Emisarios del Mal, donde fue emparejado con Solarr en busca de una joya rara. Rhino y Solarr son derrotados por Los Defensores, Doctor Strange, y Doc Samson.
Samson llevó el Rhino al Proyecto P.E.G.A.S.O., donde formó parte de una fuga fallida de la prisión que involucró a Moonstone, Blackout y Electro. Mientras era transferido a otra instalación, Miracle Man intentó liberar a Rhino, que quería quedarse en P.E.G.A.S.O. para recibir tratamiento médico. El choque del cohete había pegado permanentemente el disfraz de Rhino a su cuerpo y quería separarlo. Él y Thing detuvieron con éxito a Miracle Man y llevaron a Rhino a un centro médico dentro de P.E.G.A.S.O.
Cuando los tratamientos no logran que Rhino vuelva a la normalidad, escapa de P.E.G.A.S.O. y se une al Sindicato Siniestro, luchando contra Spider-Man en múltiples ocasiones. Después de que el equipo se desmorona, Rhino es contratado por Kingpin bajo la creencia de que puede recaudar el dinero para más cirugías. Cuando escucha a Kingpin decirle a un grupo de científicos que no se quiten el traje de Rhino, Sytsevich secuestra a uno de sus hijos hasta que completen el procedimiento. Sytsevich luego solicita un traje removible de Justin Hammer, lo que le permite continuar con su vida criminal.
Hulk con el disfraz vendado de "Bob Danner" jugó béisbol para los Florida Pistols cuando compitieron contra los Miami Emperors. Un jugador de los Miami Emperors resulta ser Rhino con el alias de "Alex O'Hirn". Pronto ocurrió una pelea entre ambos equipos donde los beisbolistas pronto abandonaron el campo al descubrir lo fuertes que son "Bob Danner" y "Alex O'Hirn".
Rhino fue uno de los villanos que acompañan a Klaw en su invasión de Wakanda. Fue necesaria la Fuerza Aérea de Wakanda para someter a Rhino.

### Guerra Civily secuelas
Cuando Rhino mata accidentalmente a un guardia de seguridad durante un robo a un banco, él es humillado por Punisher y capturado por Alyosha Kravinoff, el hijo de Kraven el Cazador. Punisher rescata a Rhino del zoológico sobrehumano de Kravinoff, y está convencido de hacer las paces. Rhino envía una carta y dinero a la viuda del guardia de seguridad, y ayuda a Punisher en un caso. Más tarde, Rhino persuade a Punisher para que no mate a Michael Watts, el tercer Zancudo.
Durante la historia de The Gauntlet, Rhino renuncia a su vida criminal y se entrega a la policía. S.H.I.E.L.D. quita el traje de Rhino y lo sentencia a 25 años en la Isla Ryker. Lo liberan temprano por buen comportamiento y, una vez liberado, conoce al Doctor Tramma, que quiere reinventar el Rhino. Sytsevich declina y Tramma crea un nuevo Rhino. Por persuasión de Spider-Man, Sytsevich se niega a luchar contra el nuevo Rhino. Esa promesa se rompe cuando la esposa de Sytsevich, Oksana, es asesinada, y Sytsevich, afligido por el dolor, mata al nuevo Rhino.
Doctor Octopus recluta a Rhino para su versión de los Seis Siniestros. Durante la trama de El fin del mundo, Rhino le dice a Spider-Man que la pérdida de su esposa lo ha cambiado y que está preparado para morir. Cuando el Doctor Octopus autodestruye su propia guarida, Rhino clava a Silver Sable en el suelo de un corredor inundado, sabiendo que Spider-Man se culpará a sí mismo por la muerte de su compañero héroe. Se presume que se ahogó, y mientras estaba en el cuerpo moribundo del Doctor Octopus, Spider-Man se encuentra con Oksana y Rhino en el más allá.

### All-New, All-Different Marvel
Como parte del período previo a la historia de Dead No More: The Clone Conspiracy, Rhino resurge, después de haber sobrevivido a su aparente desaparición. El Chacal encuentra a Sytsevich escondido en Tahuexco, Guatemala, donde convence al Rhino para que cumpla sus órdenes con la promesa de una Oksana revivida. Cuando el Doctor Octopus activa un virus en todos los clones del Chacal que hace que se descompongan rápidamente, Oksana se convierte en polvo y el Rhino se vuelve loco por el dolor. Spider-Man lo calma convenciéndolo de seguir adelante por el bien de su esposa, y los dos acuerdan verse de vez en cuando para ayudar al otro con su dolor.
En un preludio de la historia de "Hunted", Rhino se encuentra entre los personajes con temas de animales capturados por Taskmaster y Black Ant en nombre de Kraven el Cazador. Es uno de los que Arcade revela públicamente como los Seis Salvajes.
Durante la historia de "King in Black", Rhino se encuentra entre los villanos reclutados por el alcalde Wilson Fisk para formar parte de sus Thunderbolts en el momento de la invasión de Knull. Tras la muerte de Ampere y Snakehead, Taskmaster no pudo evitar que Rhino se alejara.
Durante la historia de "Sinister War", Rhino acompañó a los Seis Salvajes para atacar el estreno de la película en la que estaba involucrado Mysterio. Esto llevó a los Seis Salvajes a luchar también contra los Seis Siniestros.
Durante la historia de "Devil's Reign", Rhino aparece como miembro de la última encarnación de los Thunderbolts del alcalde Wilson Fisk cuando el alcalde Fisk aprueba una ley que prohíbe las actividades de superhéroes. Ayudó a Agony, Electro II y U.S. Agent a derrotar al Caballero Luna. En verdad, Rhino no se registró para deshacerse de los superhéroes menores de edad después de enterarse de los incidentes de la Ley de Kamala en Outlawed y su conclusión en Killer App, por lo que secretamente ayuda a los campeones dándoles la insignia Thunderbolts debido a que el sistema de patrulla de Fisk se volvió aún más estricto. con los Octobots del Doctor Octopus y muchas personas inocentes que no se salvan. Fue debido a que Rhino se declaró fuera de los Thunderbolts por esta razón que hizo que el alcalde Fisk trajera a Abominación como reemplazo.

## Poderes, habilidades y equipamiento

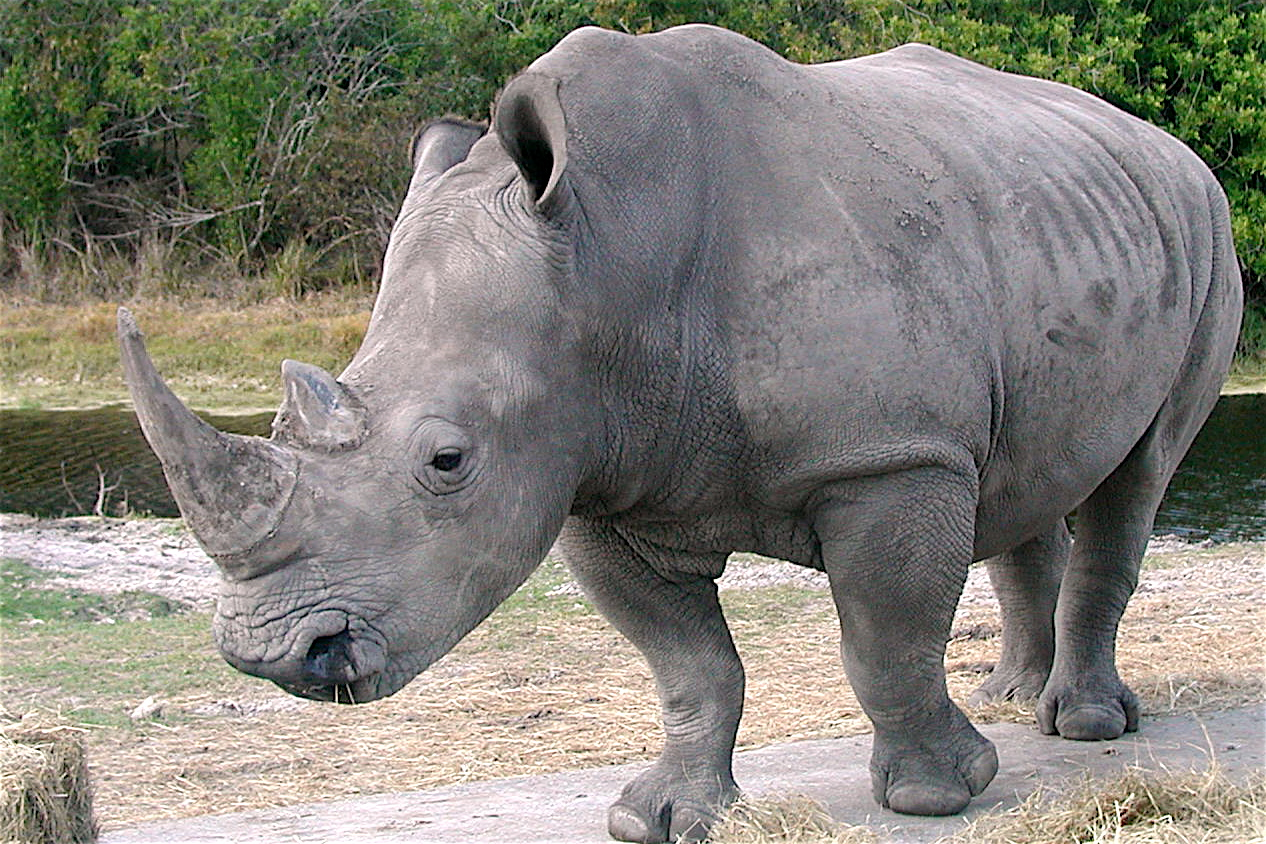
La armadura de Rhino hace su piel impenetrable y le da enorme fuerza, casi como un rinoceronte

Una serie de tratamientos químicos y de radiación mutagénicos proporcionan al Rhino una fuerza antinatural, resistencia, durabilidad y velocidad, todo lo cual fue aumentado aún más por aún más rayos gamma. Su increíble velocidad le permite correr a altas velocidades, especialmente en distancias cortas. Sytsevich frecuentemente "carga" a sus oponentes de esta manera, lo que le permite causar un gran daño a la mayoría de los enemigos en los alrededores. Sin embargo, es conocido por su falta de agilidad y su lento tiempo de reacción, lo que le dificulta cambiar de dirección cuando corre a altas velocidades. Como tal, su estilo de lucha se centra más en los ataques cuerpo a cuerpo.

### Traje de rinoceronte
Sytsevich posee un traje de polímero grueso que se asemeja al físico de un rinoceronte, incluidos dos cuernos, y cubre todo menos su rostro. El traje es resistente a daños y temperaturas extremas y estos cuernos son capaces de penetrar una placa de acero de dos pulgadas. Su primer traje, más tosco, se adhirió originalmente a su piel después de la caída de un cohete y pasó por varios intentos para que le quitaran el traje.
Después de la destrucción del primer traje, Justin Hammer creó una segunda iteración extraíble. El segundo traje le permite a Sytsevich soportar balas de alto calibre, ataques térmicos y la mayoría de las fuerzas de impacto. También aumenta aún más su fuerza y durabilidad.

## Otros personajes llamados Rhino

### El Rhino del Doctor Tramma
Cuando Aleksei Sytsevich rechaza la oferta del Doctor Tramma de volver al papel de Rhino, Tramma encuentra otro sujeto y lo equipa con un traje de alta tecnología que se suponía que se le daría a Sytsevich. El segundo Rhino viene después de Sytsevich, sintiendo que tenía que destruir el Rhino original si quería ascender. Spider-Man derrota al segundo Rhino, quien luego escapa.
Mientras levanta una mancuerna improvisada hecha con un poste y dos camiones, una persona misteriosa llama al segundo Rhino y le dice dónde puede encontrar a Sytsevich. Rhino ataca a Aleksei en una de las reuniones de prensa de J. Jonah Jameson. Aleksei le miente al segundo Rhino y acepta pelear con él con su traje de Rhino, pero en cambio se esconde con su esposa Oksana. Sin embargo, antes de que lleguen a su casa de seguridad, el segundo Rhino ataca de nuevo y, como resultado, Oksana muere. Aleksei se pone su viejo traje de Rhino, que es lo suficientemente fuerte como para destruir el nuevo Rhino, y mata al usuario anónimo.

## Recepción
- En 2020, CBR.com clasificó a Rhino en el segundo lugar en su lista de los "10 miembros más poderosos del Sindicato Siniestro".[36]
- En 2022, Screen Rant clasificó a Rhino en el octavo lugar en su lista de los "10 villanos de seda más poderosos de Marvel Comics".[37]

## Otras versiones

### Era de Apocalipsis
En la realidad de la Era de Apocalipsis, Rhino fue uno de los soldados de la muerte en la Luna en la base de la recuperación de Apocalipsis el barco. Muerte había capturado a super humanos y llevó a la nave y la niebla Terrigen para convertirlos en monstruos poderosos warped para él al control. Rhino fue uno de los super humanos que fueron capturados. Se unió a muerte y otros de sus secuaces y lucharon contra Magneto y los X-Men en la Luna. Termina luchando Rogue pero es derrotado fácilmente por un puñetazo.

### Tierra-Charnel
Rhino fue visto como un miembro de los Vengadores que viajaron a través del tiempo a detener Charnel, una entidad que había sido arrasando su futuro de la tierra durante décadas. OMCT con She-Hulk había sido durante veinte años, murieron en acción.

### JLA/Avengers
En el tercer número de la miniserie cruzada JLA/Avengers de 2003, Rhino estaba entre los villanos cautivados por Krona para defender su fortaleza. Se le ve brevemente derrotando a Triatlón en la batalla.

### Casa de M
En la realidad de la Casa de M, Rhino es el guardaespaldas de Peter Parker. Cuando Parker envía Rhino a pregunta Crusher Hogan, wrestling bajo el alias de "Duende Verde", Rhino hiere a Hogan, hospitalizar le. Ahora en la clandestinidad de las autoridades, Rhino es abordado por el Duende Verde buscando ayuda para derrotar a Parker. Rhino traiciona el Duende Verde alistar a sus amigos Electro, buey y buitre para atacar el Duende Verde, lo para revelar a Peter Parker desenmascarando.

### Marvel Zombies
En Marvel Zombies, Rhino fue uno de los villanos que intentaron devorar a Galactus. Cuando los otros zombis se estaban comiendo a Galactus, Hulk arrancó la cabeza de Rhino y se la comió asegurando que no sabía nada bien.

### MC2
Rhino apareció en el universo MC2 en las páginas del Sr. y la Sra. Spider-Man. Mientras que visitaban el hospital con su tía enferma, Rhino brevemente pierde su temperamento como se dijo para llenar sus formas y que su tía recibiera sus medicamentos, antes de calmar. Esperando en línea, llega nuevamente cara a cara con Peter Parker, quien está con su familia. Recordando que él una vez Peter amenazado bajo las órdenes de Harry Osborn, Rhino asegura Peter lo que hizo fue simplemente negocios y la llamada de los dos fue una tregua. Ellos pasan el resto de la visita de Peter intercambiando historias de sus estilos de vida y parte con una mejor comprensión de la otra.

### Ultimate Marvel
La versión Ultimate Marvel del Rhino es Alex O'Hirn, un científico que usa una armadura conocida como R.H.I.N.O. (Robotism Heuristic Intelligence Navigable Operative), robada al ejército de los Estados Unidos. Usando la fuerza de la armadura, O'Hirn roba un banco de Manhattan cargando primero la cabeza de la bóveda. Luego arrasa una concurrida calle de la ciudad. El Spider-Man original intenta escapar de la escuela para enfrentarse a O'Hirn, pero no llega a tiempo. Cuando alcanza a R.H.I.N.O., Spider-Man descubre que fue derrotado por Iron Man.
En el arco "Divididos, caemos", Miles Morales usa sus explosiones de veneno para crear un atajo hacia la armadura R.H.I.N.O.

## Otros medios

### Televisión
- Rhino apareció en la primera serie de Spider-Man, la Serie Animada, con la voz de Don Stark, siendo un villano.
- Rhino apareció en The Spectacular Spider-Man, con la voz de Clancy Brown.[47] Siendo como Alex O´Hirn, un ladrón de bancos junto con Flint Marko (Hombre de Arena) luego de ser experimentado por el Dr. Otto Octavius con Hammerhead y Norman Osborn, creando una especie de gel haciendo una armadura blindada sin capaz de quitárselo.
- Rhino aparece en la segunda temporada de Ultimate Spider-Man, inicialmente interpretada por Max Mittelman y por Daryl Sabara como Alex O'Hirn y Rhino más tarde.[47] A diferencia de las iteraciones anteriores, esta versión de Alex O'Hirn es un adolescente:
  - En el episodio 3, "Rhino" es abusado por Flash Thompson (después que dejó de abusar a Peter Parker), consiguió de alguna manera en sus manos unas muestras de ADN de los animales mutagénicos del Doctor Octopus. O'Hirn ingiere la muestra para convertirse en el monstruoso Rhino, y buscó vengarse de Thompson. Rhino destrozó el coche de Flash y lo rastreó hasta su casa. Spider-Man y Power Man apenas eran capaces de detener al monstruo desbocado y O'Hirn se entregó a S.H.I.E.L.D. en custodia. Antes de que se lo llevaron, Flash se disculpó por todos los años que lo ha intimidado.
  - En el episodio 6, "Los Seis Siniestros", se unió al Doctor Octopus para formar a los Seis Siniestros con Electro, Lagarto, Kraven el Cazador y Escarabajo, a cambio de más por el suero Rhino y destruir a Spider-Man.
  - En el episodio 25, "El Regreso de los Seis Siniestros", un blindado Doctor Octopus y el Lagarto invaden la Isla de Ryker y reensambla a los Seis Siniestros por un blindaje para Rhino y hasta Electro, Kraven el Cazador y Escorpión, luego son derrotados por Spider-Man y de volver al Lagarto a la normalidad, pero el Dr. Octopus convierte de nuevo a Norman Osborn en el Duende Verde y se enfrentó a Rhino y lo derrota.
- En la tercera temporada:
  - En el episodio 16, "Rhino Enfurecido", Rhino al estar en el Tri-Carrier, escuchando que ya no puede ser normal, aún tiene odio contra Flash (ahora convertido en un héroe llamado el Agente Venom), se libera para atacarlos, Spider-Man y el Agente Venom son la última línea de defensa cuando reciben la ayuda de Hulk, pero él y Rhino se enfrentan al provocar un caos en la ciudad de Nueva York. Spider-Man y Hulk son finalmente capaces de razonar con Rhino de ayudarlos a detener la explosión del puente, lo que causó de renunciar a sus malos caminos y unirse a la Academia S.H.I.E.L.D. con los Nuevos Guerreros, en el Triskelion.
  - En el episodio 18, "Ant-Man", Rhino va con Nova, Dagger y el Agente Venom a detener al Dr. Octopus, cuando Spider-Man, Power Man y Ant-Man entren al cuerpo de Nick Fury siendo acompañado por Puño de Hierro y Amadeus Cho como la Araña de Hierro.
  - En el episodio 20, "Inhumanidad", Rhino solo aparece en la clase y cuando observa la ciudad Attilan de los Inhumanos en planear la guerra con la humanidad.
  - En el episodio 21, "El Ataque de los Sintezoides", Rhino sigue a Spider-Man, el Agente Venom, White Tiger, Cloak y Dagger que escapan de los sintezoides de Arnim Zola.
  - En el episodio 22, "La Venganza de Arnim Zola", Rhino y el Agente Venom son los únicos al ser liberados de los contenedores, detener a Zola y salvar a Spider-Man y a sus compañeros luego de resolver sus diferencias.
  - En el episodio 26, "Concurso de Campeones, parte 4", se ve como cameo con los Vengadores y los Agentes de S.M.A.S.H. al ser liberados.
- En la cuarta temporada:
  - En el episodio 2, "El ataque de HYDRA, parte 2", Rhino es capturado por HYDRA junto a sus compañeros al ser liberados por Spider-Man y Araña Escarlata.
  - En el episodio 5, "Lagartos", él y el Agente Venom se separan de Spìder-Man para detener a todos que fueron infectados por el Dr. Connors que se convirtió de nuevo en el Lagarto, y al final, se descubre que él es el espía de Ock al estar detrás de todo, al liberarlo, secuestran al Agente Venom, traicionándolos.
  - En el episodio 6, "El doble Agente Venom", Doc Ock le pide a Rhino en destruir a Spider-Man y Araña Escarlata para darle la cura si quiere ser normal, pero cuando se da cuenta al estar equivocado, los libera y ataca a Ock, salvando a Flash al liberarlo y les permite ganar tiempo para escapar. Después que escapa el grupo de Spider-Man, Doctor Octopus planea curar a Rhino de su problema de lealtad.
  - En el episodio 10, "Los Nuevos 6 Siniestros, Parte 1", Rhino aparece como miembro ahora siendo lavado el cerebro por HYDRA, regresa con los Seis Siniestros junto con el Doctor Octopus, Electro, Kraven el cazador, el Duende Verde y Hydro-Man. Durante un ataque al Triskelion, Rhino recupera un poco de su conciencia a pesar de ser hecho obediente al Doctor Octopus como él afirma que la otra persona (Araña Escarlata) era el espía real. Fue reducido por las ardillas de la Chica Ardilla.
  - En el episodio de dos partes "Día de Graduación", Rhino lucha contra la Red de Guerreros en el cobertizo de botes hasta que es sometido cuando Spider-Man lo tira al agua donde el Doctor Octopus se escondía. Después de salir de su celda, Rhino se une al Doctor Octopus y los Superiores Seis Siniestros. En la batalla de Oscorp, Spider-Man usó los dardos antídotos del Doctor Octopus para devolver a Rhino en Alex O'Hirn. Él y Adrián Toomes ayudan a derrotar a Kraven el Cazador. Al final, Alex retoma a la academia SHIELD.
- Rhino aparece en la nueva serie de Spider-Man, con la voz de Matthew Mercer.[47][48] Aparece por primera vez en el episodio "Un día en la vida", Rhino es un estudiante de Horizon High de Rusia, donde es atrapado por una aguja de suero escondida bajo el anillo de Raymond Warren. En el episodio "Fiesta de Animales", los efectos del suero convierten a Aleksei en Rhino durante el baile de Horizon High. Spider-Man fue capaz de someterlo y derribarlo cuando la policía llega. Anya Corazon usa un dispositivo para averiguar que Rhino es Aleksei Sytsevich, Peter Parker, Harry Osborn y Gwen Stacy tuvieron que trabajar en una cura. Después de que Gwen Stacy utilice un antídoto que vuelva a Chacal de nuevo en Raymond Warren, Spider-Man se apresura con la cura de vuelta a Horizon High y lo utiliza para restaurar a Rhino de nuevo a Aleksei Sytsevich. Más tarde aparece en los episodios "El Surgimiento de Doc Ock: Part 3 & 4", Aleksei Sytsevich en nuevamente convertido por el Jackal y otros estudiantes de la Academia Osborn se vuelven también Rhinos, más tarde se une a los Cinco Siniestros.
- Rhino aparece en Spidey and His Amazing Friends, con la voz de Justin Shenkarow.[49]
- Rhino aparecerá en Your Friendly Neighborhood Spider-Man.[50]

### Películas
- La encarnación de Aleksei Sytsevich del Rhino aparece en  The Amazing Spider-Man 2: Rise of Electro (2014), interpretado por Paul Giamatti.[51][52] En una entrevista con el supervisor de efectos visuales Jerome Chen, afirma que la armadura fue "construida con equipo militar sobrante de la era soviética que Oscorp había vendido en los años 80", y Sytsevich modificó más la armadura.[53] Esta versión de Sytsevich es un miembro tonto y jactancioso de la mafia rusa. Después de ser frustrado por Spider-Man mientras intentaba robar el plutonio de Oscorp y ser encarcelado, Gustav Fiers otorga a Sytsevich un traje mecánico con temática de rinoceronte armado con ametralladoras pesadas y lanzamisiles. Después de un tiroteo con la policía, él es confrontado por Spider-Man y lo involucra en combate.
  - Giamatti confirmó que se planeaba que Rhino regresara en una tercera película de The Amazing Spider-Man antes de que se cancelara la franquicia.[54]
- Dos encarnaciones de Rhino desplazadas en universos alternativos hacen apariciones especiales sin hablar en Spider-Man: Across the Spider-Verse (2023) como prisioneros de la Spider-Society, uno de ellos de la Tierra-67.[55]
- La encarnación de Aleksei Sytsevich de Rhino aparece en la película Kraven the Hunter (2024), interpretado por Alessandro Nivola.[56]Esta versión es un mercenario ruso que puede transformarse en un híbrido humano/rinoceronte a través de un suero. Hace dieciséis años, él quiso asociarse con Nikolai Kravinoff, el padre de Sergei, pero fue rechazado por ser débil. Aleksei se propone con sus hombres cazar a Sergei conocido como Kraven el Cazador, después de capturar a su hermano Dmitri Smerdyakov. Tras una persecución y una batalla, Aleksei finalmente es asesinado por Kraven, quien más tarde descubre que el vídeo fue enviado por Nikolai.

### Videojuegos
- Aparece en el videojuego Spider-Man and Captain America in Doctor Doom's Revenge (1989).
- Aparece en el videojuego Spider-Man The Animated Series (1995).
- Aparece en el videojuego Spider-Man (2000).
- Aparece en el videojuego Spider-Man: Mysterio's Menace (2001).
- Aparece en el videojuego Spider-Man 2 (2004) con la voz de John DiMaggio.
- Aparece en el videojuego Ultimate Spider-Man (2005) con la voz de Bob Glouberman.
- Aparece en el videojuego Marvel: Ultimate Alliance (2006) con la voz de Steven Blum.
- Aparece en el videojuego Spider-Man: Amigo o Enemigo (2007) con la voz de John DiMaggio.
- Aparece en el videojuego Spider-Man 3 (2007) con la voz de Steven Blum.
- Aparece en el videojuego Spider-Man: Web of Shadows (2008) con la voz de Fred Tatasciore.
- Aparece en el videojuego Spider-Man: Edge of Time (2011) con la voz de Fred Tatasciore.
- Aparece en el videojuego The Amazing Spider-Man (2012) con la voz de Fred Tatasciore.
- Aparece en el videojuego Lego Marvel Super Heroes (2013) con la voz de Robin Atkin Downes.
- Aparece en el videojuego The Amazing Spider-Man 2 (2014) con la voz de Robin Atkin Downes.
- Aparece en el videojuego Spider-Man (2018) con la voz de Fred Tatasciore.